# Sony Ericsson K850

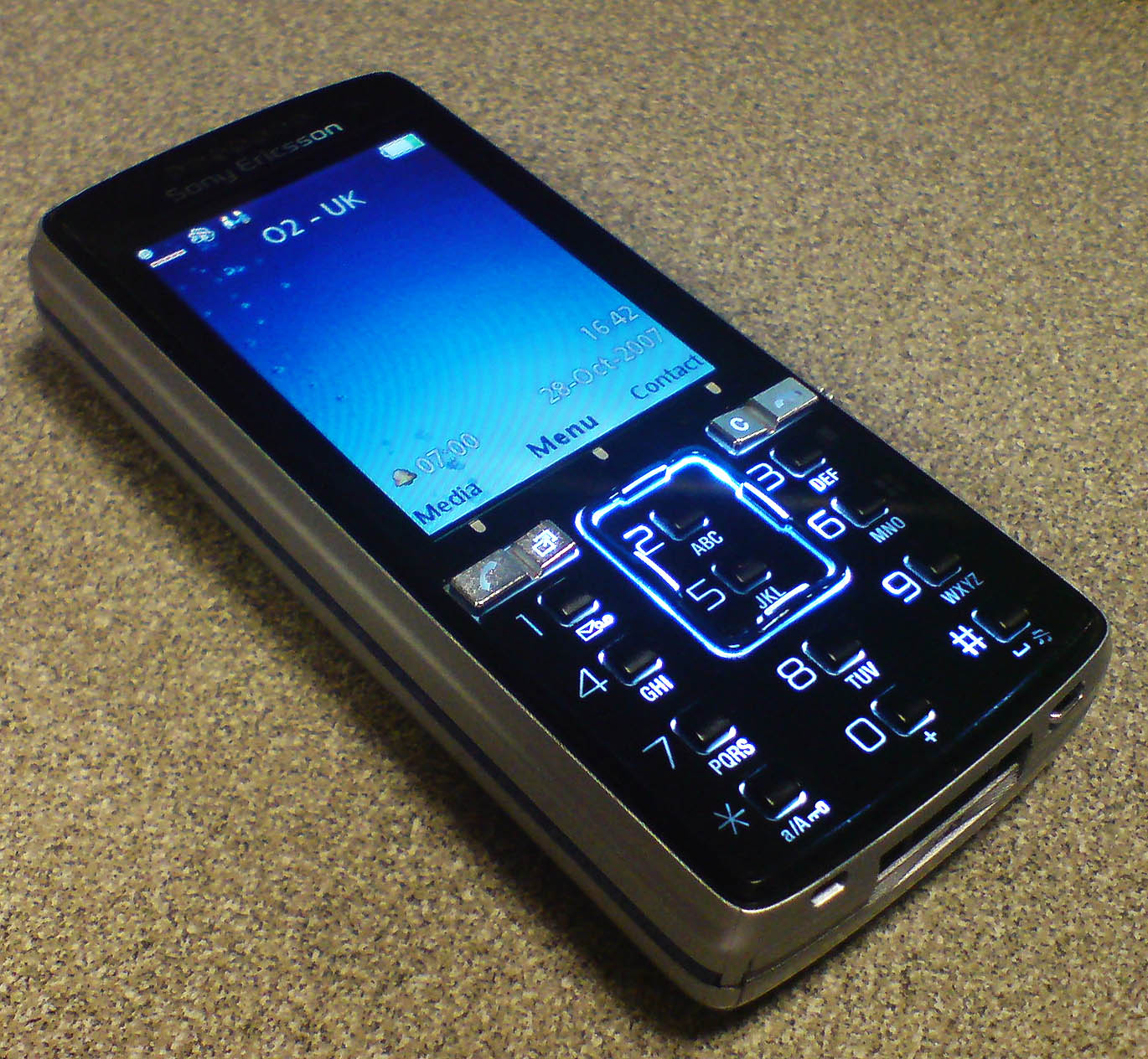
Das K850i mit O2-Branding

Das Sony Ericsson K850 ist ein UMTS-Mobiltelefon des schwedisch-japanischen Telekommunikationsanbieters Sony Ericsson, das im Oktober 2007 veröffentlicht wurde. Das Telefon wurde unter dem Codenamen Sofia entwickelt und ist das Nachfolgermodell des Sony Ericsson K800. Das K850i ist in drei Farbvarianten erhältlich: Luminous Green, Quicksilver/Black und Velvet Blue.
Das Gerät ist neben der Kamerafunktion durch eine geänderte Bedienung von der Beschaffenheit für den Hersteller ungewöhnlich. So ist die Navigationstaste nicht mehr oberhalb der Zifferntastatur angebracht, sondern als rechteckige Taste ausgeführt, welche die Zifferntasten 2 und 5 umschließt. Neu sind auch die separaten Tasten zur Rufannahme bzw. -beendigung, welche sonst traditionell mit den Softkeys bedient wurden. Eine weitere Neuheit liegt darin, dass bei Sony-Ericsson-Geräten neben dem Sony-eigenen Memory Stick Micro (M2) auch der weiter verbreitete Micro-SD/Transflash-Standard unterstützt wird.
Der Prototypname Sofia bezeichnet auch die Hardware-Plattform des K850i, welche für nachfolgende Mobiltelefone aus dem Hause Sony Ericsson verwendet wurde.

## Technische Eigenschaften
- 262.000-Farben-TFT-Bildschirm mit 240×320 Pixel
- Touchsensoren am unteren Bildschirmrand
- Quadband-GSM und Triband-UMTS und HSDPA
- 5-Megapixel-Kamera mit Xenonblitz, Bildstabilisator, Anti-Rote-Augen-Funktion, Autofokus
- Maße: 102×48×17 Millimeter
- Gewicht: 118 Gramm
- 40 MB interner Speicher + 512 MB Memory Stick Micro (M2) im Lieferumfang
- Memory-Card-Combo-Slot (Memory Stick Micro (M2) und microSD; beide bis 8 GB unterstützt)
- A2DP
- Bis zu 350 Stunden Standby-Zeit
- Bis zu 9 Stunden, respektive 3,5 Stunden (UMTS) Gesprächszeit
- Video-Unterstützung für 3GPP, MP4, RealVideo und WMV[1]     (Maximal 30 fps)
- Audio-Unterstützung für MP3, AAC, WAV, WMA und AMR (Maximal 320 kbps)
- Bilder-Unterstützung für JPG, BMP, PNG und GIF (Maximal 2592 × 1944 Pixel)
- 320×240 Pixel (30 fps) Video-Auflösung (Abspielen), Aufnahme mit 320×240 Pixel bei 7,5 fps

## Bekannte Probleme
Ein Problem ist der sogenannte Blue Ring Of Death (analog zu Blue Screen of Death), da bei diesem Problem das Handydisplay nichts anzeigt, jedoch jedes Beleuchtungselement, unter anderem auch der blaue Ring um die Kamera herum, leuchtet.
Dies ist ein Softwareproblem und kann mit einem Firmwareupdate behoben werden. Dabei geht, wie üblich bei solchen tiefgreifenden Änderungen, sämtlicher nicht vorher gesicherter Inhalt (zum Beispiel SMS, Bilder etc.) verloren.